# SOMEWHERE
『SOMEWHERE』（サムウェア、原題: Somewhere）は、ソフィア・コッポラ監督による2010年のアメリカ合衆国のドラマ映画。第67回ヴェネツィア国際映画祭では金獅子賞を受賞した。

## ストーリー
ハリウッド映画のスター、ジョニー・マルコは、ロサンゼルスの高級ホテル“シャトー・マーモント”で生活している。パーティに明け暮れ、フェラーリを乗り回す彼の暮らしは、見た目は華やかだが、中身はどうしようもなく空虚である。
ある日、前妻から娘のクレオを一日預かってほしいと連絡を受ける。久々に会った思春期の娘をフィギュアスケートの練習場に送ってやり、ぎこちないながらも父親として接する。クレオとの一日は瞬く間に過ぎ、新作映画の取材、共演女優との情事、映画の撮影準備といった元の喧騒の日々に戻ることとなる。
そんな中、突然クレオが一人で、ジョニーの部屋にやってくる。母親がしばらく家を空けるのでサマーキャンプに行くまでの間、部屋に泊めてほしいというのだ。“シャトー”での父娘の暮らしは穏やかに過ぎていく。プールで泳ぎ、TVゲームではしゃぎ、一緒に食事をしながら他愛ない会話を交わす。
ジョニーは、クレオと過ごす日々の中で、いつのまにか忘れていた何かを取り戻しつつあった。しかし、クレオがキャンプに出発するまでの時間は少なくなっていく。

## キャスト
| 役名             | 俳優                               | 日本語吹替 |
| ---------------- | ---------------------------------- | ---------- |
| ジョニー・マルコ | スティーヴン・ドーフ               | 神奈延年   |
| クレオ           | エル・ファニング                   | 嶋村侑     |
| サミー           | クリス・ポンティアス               | 保村真     |
| レイラ           | ララ・スロートマン                 | 花園潤     |
| バンビ           | クリスティーナ・シャノン           |            |
| シンディ         | カリサ・シャノン                   |            |
| マージ           | アマンダ・アンカ                   |            |
| クレール         | エリー・ケンパー                   |            |
| レベッカ         | ミシェル・モナハン                 | 浅野まゆみ |
| セレブリティ     | ベニチオ・デル・トロ（カメオ出演） |            |

## 製作
ソフィア・コッポラ監督の幼少時代の思い出から着想を得た映画である。
撮影は2009年の6、7月に行われた。

## 公開と反応
2010年9月3日に第67回ヴェネツィア国際映画祭のコンペティション部門で初上映され、11日には金獅子を受賞した。これは全員一致での決定であり、審査委員長のクエンティン・タランティーノは「最初のスクリーニングから日増しに僕たちの心を、感情を、魅了していった」と話した。
2010年のナショナル・ボード・オブ・レビュー賞ではインディペンデント映画のトップ10に入った。

### 受賞・ノミネート
| 映画祭・賞                           | 部門               | 候補                                            | 結果       |
| ------------------------------------ | ------------------ | ----------------------------------------------- | ---------- |
| ヴェネツィア国際映画祭               | 金獅子賞           | ソフィア・コッポラ                              | 受賞       |
| 放送映画批評家協会賞                 | 若手俳優賞         | エル・ファニング                                | ノミネート |
| ナショナル・ボード・オブ・レビュー賞 | 特別映画製作業績賞 | ソフィア・コッポラ （脚本・監督・製作に対して） | 受賞       |

## サウンドトラック
トラックリスト
1. "Love Like a Sunset Part I" – フェニックス
2. "Ghandi Fix" – ウィリアム・ストークソン
3. "My Hero" – フー・ファイターズ
4. "So Lonely" – ポリス
5. "1 Thing" – エイメリー
6. "20th Century Boy" – T・レックス
7. "Cool" – グウェン・ステファニー
8. "Che si fa" – パオロ・ヤンナッチ
9. "Teddy Bear" – Romulo
10. "Love Theme From Kiss" – キッス
11. "I'll Try Anything Once" – ジュリアン・カサブランカス
12. "Look" – Sebastian Tellier
13. "Smoke Gets In Your Eyes" – ブライアン・フェリー
14. "Massage Music" – ウィリアム・ストークソン
15. "Love Like a Sunset Part II" – フェニックス